# Артюх, Мартин Евгеньевич
Мартин Евгеньевич Артюх (бел. Марцін Яўгенавіч Арцюх; род. 6 мая 1996, Волковыск, Гродненская область) — белорусский футболист, полузащитник клуба «Барановичи».

## Биография
Первый тренер — Евгений Савостьянов. С 2014 года играл в чемпионате Гродненской области и Принеманья за «Смену» из Волковыска. По итогам 2016 года был признан лучшим игроком «Смены» по версии болельщиков и лучшим нападающим областного чемпионата. В следующем сезоне команда стала обладателем Кубка Гродненской области. Артюх принимал участие в Кубке регионов Белоруссии.
Параллельно с большим футболом, играл за различные мини-футбольные команды. Так, в 2015 году в составе «Спарты» стал победителем и лучшим бомбардиром чемпионата Волковысского района. Позже играл в чемпионате Гродненской области за «Беллакт» и зельвенскую «Энергию». В 2016 году в составе «Энергии» стал чемпионом Принеманья. Кроме того, в 2016 году Артюх стал победителем чемпионата Принеманья по болотному футболу в составе сборной Волковысской футбольной лиги.
Накануне старта сезона 2018 года, успешно пройдя просмотр, Артюх стал игроком клуба «Слоним-2017». В составе команды в рамках Первой лиги Белоруссии дебютировал 7 апреля 2018 года в матче против «Лиды» (1:2). 28 июля 2018 года принял участие в матче 1/16 финала Кубка Белоруссии против «Городеи» (1:2), сумев привлечь внимание тренерского штаба соперника.
6 августа 2018 года Артюх расторг контракт со «Слонимом» по обоюдному соглашению сторон, после чего присоединился к «Городеи», с которой подписал полуторагодичный контракт. В чемпионате Белоруссии впервые сыграл 24 сентября 2018 года в матче против гродненского «Немана» (0:2). В «Городеи» Артюх не являлся игроком основного состава, выступая преимущественно в турнире дублёров.
В декабре 2019 года подписал с клубом новый двухлетний контракт. Тем не менее, в апреле 2020 года расторг контракт с «Городеей» по обоюдному соглашению сторон и вернулся в стан «Слонима».
В марте 2021 года перешел в клуб «Барановичи». За сезон провел 28 матчей, забил 11 голов и отдал 7 результативных передач.
В январе 2022 года поменял клубную прописку, перейдя в «Ислочь». Дебютировал за клуб 19 марта 2022 года против «Слуцка». Первый гол за клуб забил 16 апреля 2022 года против «Немана». В августе 2023 года футболист покинул клуб.
В августе 2023 года футболист перешёл в могилёвский «Днепр». Дебютировал за Могилевскую команду 2 августа 2023 года в игре против Осипович выйдя в основном составе где отметился дебютным хет-триком за Могилевчан. Всего за Могилёвский клуб Мартин отметился 9 голами и 6 голевыми передачами. 1 августа покинул Днепр по соглашению сторон.
6 августа 2024 года стал игроком клуба «Барановичи».

## Общественная позиция
13 августа 2020 года, на фоне протестов в Белоруссии, Артюх в числе 93 белорусских футболистов призвал белорусские власти остановить насилие в отношении протестующих.